# 헤더 심스
헤더 심스(Heather Simms, 1970년 2월 25일 ~ )는 미국의 배우, 텔레비전 배우, 영화배우이다.
하트퍼드에서 태어났다.

## 영화
- 내니 다이어리 (2007년)
- 브로큰 플라워 (2005년) - 모나 역
- 애즈 더 월드 턴즈 (1956년)